# Аул
Ау́л (тюрк. ауил, авул, авил, айил, агил, аил, аал, якут. иал, чув. ял, чеч. оіл — «поселення, стійбище, община») — назва селища (як кочового, так і постійного) у народів Середньої Азії та Казахстану (казахів, туркменів і каракалпаків), а також у деяких народів Північного Кавказу. Для аулів Кавказу характерне ярусне (каскадне) розміщення будівель з великою щільністю забудови.